# Kapanga solitaria
Kapanga solitaria är en spindelart som först beskrevs av Bryant 1935.  Kapanga solitaria ingår i släktet Kapanga och familjen panflöjtsspindlar. Inga underarter finns listade i Catalogue of Life.